# 문산도서관
문산도서관은 경기도 파주시 문산읍 소재의 도서관이다.

## 연혁
- 1994년 9월 27일 개관.
- 1996년 3월 1일 시립도서관으로 개칭.
- 2000년 ~ 2009년 경기도 공공도서관평가 "우수도서관" 선정 (10년 연속)

## 이용 안내
이용 시간
휴관일
- 정기휴관일: 매월 첫째, 셋째주 월요일, 5째주 월요일
- 법정 공휴일: 일요일을 제외한 법정 공휴일
- 임시 휴관일: 도서관의 장서점검 및 도서정리, 시설의 수리 등 도서관장이 필요하다고 인정할 때
- 다섯 째주 월요일은 열람실만 개방